# Star Trek: Jurnalul 6
Star Trek: Jurnalul 6 (1975) (titlu original Star Trek Log 6 sau Star Trek Log Six) este o carte science fiction scrisă de Alan Dean Foster. Ea reprezintă a șasea novelizare a unor episoade din Star Trek: Seria animată și a fost publicată inițial de Ballantine Books. Data stelară la care are loc acțiunea este 5532.8-5535.5 inclusiv.  Cartea a fost tradusă în limba română de Max Felix.

## Conținut
- Albatros (Albatross)[3]
- Glume proaste (The Practical Joker)[4]
- Mai dureros ca mușcătura unui șarpe... (How Sharper Than a Serpent's Tooth)[5]

## Intriga

### Albatros
Adaptare după un scenariu de Dario Finelli.
Doctor McCoy este arestat pentru că ar fi provocat cu 19 ani în urmă o pandemie mortală care a devastat planeta Dramia în trecut.

### Glume proaste
Adaptare după un scenariu de Chuck Menville și Len Janson.
După ce trece printr-un nor neobișnuit, un câmp de energie ciudat are un efect neașteptat: computerul lui Enterprise începe să facă glume pe seama echipajului, dar umorul se transformă curând în pericol mortal. 

### Mai dureros ca mușcătura unui șarpe...
Adaptare după un scenariu de  Russell Bates și David Wise. Titlul în engleză („How Sharper Than a Serpent's Tooth”) este din actul 1, scena 4 a piesei de teatru  Regele Lear de William Shakespeare: "How sharper than a serpent's tooth it is to have a thankless child!"
O ființă misterioasă amenință să distrugă Enterprise dacă echipajul nu este în măsură să rezolve un puzzle străvechi.  Acesta a vizitat Pământul în antichitate și a devenit cunoscut drept zeul Kukulkan (Șarpele cu pene”) al mayașilor.

## Personaje
- James T. Kirk
- Spock
- Leonard McCoy
- Montgomery Scott
- Hikaru Sulu
- Uhura

## Vezi și
- 1976 în științifico-fantastic